# Spechbach-le-Bas
Spechbach-le-Bas korábbi község Franciaországban, Haut-Rhin megyében. Lakosainak száma 697 fő (2018. január 1.). Spechbach-le-Bas Spechbach-le-Haut, Illfurth, Heidwiller, Saint-Bernard és Spechbach községekkel határos.
2016. január 1-jén Spechbach-le-Haut korábbi községgel egyesült és az így létrejött Spechbach új község része lett.

## Népesség
A település népessége az elmúlt években az alábbi módon változott:
| Lakosok száma | 385  | 393  | 404  | 475  | 591  | 748  | 690  | 677  | 688  | 697  |
|               | 1962 | 1968 | 1975 | 1982 | 1990 | 2008 | 2013 | 2015 | 2017 | 2018 |